# Léon de la Fontaine
François Joseph Albert Léon de la Fontaine (Luxemburg-Stad, 18 november 1819 – aldaar, 5 februari 1892) was een Luxemburgs advocaat, politicus en botanicus.

## Biografie
Léon de la Fontaine was een zoon van Théodore de la Fontaine en Joséphine Francq. Zijn vader was advocaat en werd in 1842 door koning Willem II benoemd tot gouverneur van Luxemburg. De la Fontaine werd opgeleid aan het Athénée royal grand-ducal en studeerde filosofie (1839-1838) en rechten (1839-1840) aan de universiteit van Heidelberg, hij sloot zijn rechtenstudie af in Parijs (1840-1841). Hij was tot 1866 advocaat. Zijn jongere broer Edmond de la Fontaine, alias Dicks, werkte een tijd op zijn advocatenkantoor. De la Fontaine trouwde met in 1852 Anne Marie Jos. Fr. Collart (1827-1893), dochter van een staalindustrieel.
Op 21 mei 1848 wed De la Fontaine lid van de Grondwetgevende Vergadering, ter vervanging van Charles Munchen, die naar de Nationale Vergadering van Frankfurt werd gestuurd. Van 14 december 1866 tot 18 juni 1867 was hij directeur-generaal (minister) van Justitie en aanvankelijk ook van Financiën in de Regering-De Tornaco.
In 1867 trok De la Fontaine zich terug uit het openbare leven. Hij wijdde zich aan zijn gezin en natuurwetenschappen. Hij was een liefhebber van plantkunde, met name Pteropsida (varens), en publiceerde daar ook over. Hij werd corresponderend lid van de Société des Sciences naturelles, de latere wetenschappelijke afdeling van het Institut grand-ducal, en was een van de oprichters van de Botanische Vereniging (Société de botanique of Société botanique). 
Léon de la Fontaine overleed op 72-jarige leeftijd, hij werd begraven op de Cimetière Notre-Dame.